# آب‌انبار احسان
آب‌انبار احسان اثری تاریخی مربوط به دوره قاجار است و در کاشان، خیابان فاضل نراقی، روبروی مسجد آقابزرگ واقع شده و این اثر در تاریخ ۱۹ مرداد ۱۳۸۴ با شمارهٔ ثبت ۱۲۹۶۸ به‌عنوان یکی از آثار ملی ایران به ثبت رسیده است.